# Chuck Person's Eccojams Vol. 1
 (décembre 2020).
Chuck Person's Eccojams Vol. 1 est un album de Daniel Lopatin sorti sous le pseudonyme de Chuck Person le 8 août 2010. C'est le seul disque qu'il a publié sous ce pseudonyme.

## Description
L'album est composé de courts extraits (échantillons) de chansons pop ralentis et manipulés. Il est considéré comme l'album ayant le plus influencé le genre musical Vaporwave. 
L'album fut d'abord publié sous forme de cassette (limitée à 100 copies), puis en format numérique. L'édition numérique propose quinze morceaux différents, alors que l'édition cassette regroupe ces quinze morceaux dans deux longues suites. En 2014, un internaute publie un remaster non-officiel de l'album, la version Asterite. En 2016, OPN publie un remaster de l'album sur son site qu'il a depuis supprimé. 

## Samples
- Africa de Toto
- Only Over You de Fleetwood Mac
- Too Little Too Late de JoJo
- Castles in the Sky de Ian Van Dahl
- Morphine de Michael Jackson
- Everybody's Been Burned des Byrds
- Woman in Chains de Tears for Fears
- Letters from Spain de Electric Light Orchestra
- Catch & Don't Look Back de Womack & Womack
- Me Against the World de 2Pac
- These Dreams de Heart
- Gypsy de Fleetwood Mac
- Love T.K.O de Teddy Pendergrass
- Hearsay de Alexander O' Neal
- My Love Is Waiting de Marvin Gaye
- Sweet Little Mystery de John Martyn
- Don't Give Up de Peter Gabriel & Kate Bush
- The Lady In Red de Chris De Burgh
- The Four Horsemen d'Aphrodite's Child
- Lonely de Janet Jackson
- Baker Street de Gerry Rafferty
- Separate Lives de Phil Collins & Marilyn Martin